# Browning wz. 1928
Das Browning wz. 1928 (wz. = wzór, polnisch für Muster) war ein Maschinengewehr der Streitkräfte Polens vor dem Zweiten Weltkrieg. 

## Geschichte
Das Browning wz. 1928 wurde 1928 bei Państwowa Fabryka Karabinów in Warschau entwickelt und diente vor dem Zweiten Weltkrieg als Standard-Ordonnanzwaffe der Streitkräfte Polens. Bis 1939 wurden etwa 14.000 Stück gebaut. Die Waffe wurde in der Folge von der Wehrmacht als Beutewaffe genutzt und bis 1944 weiter produziert. Sie trug dort die Bezeichnung lMG 28 (p). Die Waffe basiert auf dem Browning Automatic Rifle wurde aber auf das Kaliber Mauser 7,9 × 57 mm angepasst. Es hat eine Kadenz von 600 Schuss in der Minute.